# El Grullo
El Grullo là một đô thị thuộc bang Jalisco, México. Năm 2005, dân số của đô thị này là 21825 người.